# «Сибсельмаш» в сезоне 2016/2017
Сибсельмаш в сезоне 2016—2017 — статистика выступлений и деятельность клуба в Суперлиге чемпионата России по хоккею с мячом 2016/2017.

## Итоги прошедшего сезона
По итогам сезона в Суперлиге команда «Сибсельмаш» второй год подряд заняла 10-е место, тем самым хоккеисты вновь не приняли участие в серии плей-офф российского первенства. В розыгрыше кубка России команда остановилась на 1-м этапе, заняв в группе 4-е место. По окончании сезона болельщики в ходе интернет-голосования на официальном сайте «Сибсельмаша» выбрали лучшего хоккеиста прошедшего сезона, им стал вратарь Андрей Маслов, который набрал 459 очков, на втором месте Алексей Доровских — 307 очков, а на третьем — Рауан Исалиев — 198.

## Хронология событий
- 13 — 23 июля 2016 года команда провела в Новосибирске первый втягивающий первый учебно-тренировочный сбор.

- 10 — 24 августа 2016 года команда проводит в Кемерово второй учебно-тренировочный сбор, где сыграла две товарищеские игры с местными командами Кузбассом — 6:4 (Ган (2), Сычев, Вшивков, Исалиев, Н.Свиридов), Кузбассом-2 — 12:2 (Ган (3), Доровских (2), Маврин (2), Анисимов (2), Шубин, Вшивков, Исалиев).

- 25 — 27 августа 2016 года в Кемерово проводился турнир «Кубок Кузбасса», где команда заняла 2-е место: Кузбасс-2 —16:1 (Анисимов (4), Ган (3), Исалиев (3), Н.Свиридов (2), Дарковский, Вшивков, Маврин, Леонов), Кузбасс — 8:6 (Леонов (2), Исалиев (2), Вшивков (2), Ган, Н.Свиридов) и 4:9 (Леонов, Исалиев, Вшивков, Маврин)/

- 10 — 22 сентября 2016 года команда проводит в Кемерово третий учебно-тренировочный сбор, где сыграла три товарищеские игры: Байкал-Энергия — 5:6 (Вшивков, Анисимов, Исалиев, Леонов, Н.Свиридов), Кузбасс — 6:6 (Ган, Доровских, Сычев, Вшивков, Н.Свиридов, Леонов), СКА-Нефтяник — 6:13 (Ган (3), Вшивков, Е.Филиппов, Исалиев)

- 14 октября 2016 года команда впервые в новом сезоне опробовала большой лед родного стадиона.

- 4 и 5 ноября 2016 года состоялись товарищеские матчи между «Сибсельмашем» и «Сибсельмашем-2», которые завершились победами основной команды — 10:2 (Е.Дарковский (2), Сычев (2), Анисимов (2), Исалиев (2), Доровских, Маврин — Борисов, Митусов) и 7:2 (Анисимов (3), Исалиев, Леонов, Ган, Зубрицкий (а/г) — Новецкий, Войтович).

- 4 ноября 2016 года состоялась встреча болельщиков с представителями руководства, тренерского штаба и игроков хоккейного клуба. Президент клуба Виталий Попов рассказал о том, что финансовое положение непростое, есть задолженность по зарплате, но команда заявилась в чемпионат, соответствующий взнос оплачен. Представители команды в очередной раз подтвердили, что клуб делает ставку исключительно на своих воспитанников, а в качестве задачи главный тренер назвал попадание в четверку сильнейших на востоке по итогам первого этапа[2].

- 10 декабря 2016 года полузащитник Евгений Филиппов до конца текущего сезона направлен в Динамо-Москва на правах аренды.

- 12 декабря 2016 года Защитник Никита Юрлов разорвал контракт по собственному желанию и покинул расположение команды. После чего подписал контракт с Байкал-Энергией.

- 14 марта 2017 года «Сибсельмаш», проиграв четвертьфинальную серию будущему чемпиону России СКА-Нефтянику 0—3, завершил сезон, заняв в итоговом протоколе чемпионата России — 7-е место[3].

- 24 марта 2017 года По окончании сезона болельщики в ходе интернет-голосования на официальном сайте «Сибсельмаша» выбрали лучшего хоккеиста прошедшего сезона, им стал полузащитник Рауан Исалиев, который набрал 473 очка, на втором месте Андрей Маслов — 425 очков, а на третьем — Игорь Долгополов — 385[4].

## Трансферная политика

### Пришли
| Поз. | Игрок             | Прежний клуб  |
| ---- | ----------------- | ------------- |
| Защ  | Иван Пронькин     | Сибсельмаш-2  |
| Защ  | Кирилл Бобров     | Сибсельмаш-2  |
| Защ  | Степан Васюкович  | Сибсельмаш-2  |
| ПЗ   | Роман Сысоев      | Сибсельмаш-2  |
| ПЗ   | Николай Митусов   | Сибсельмаш-2  |
| ПЗ   | Дмитрий Артёменко | Восток        |
| ПЗ   | Никита Свиридов   | Динамо-Москва |
| Нап  | Сергей Борисов    | Сибсельмаш-2  |
| Нап  | Евгений Леонов    | Водник        |

### Ушли
| Поз. | Игрок               | Новый клуб |
| ---- | ------------------- | ---------- |
| ПЗ   | Дмитрий Завидовский |            |
| ПЗ   | Виталий Денисов     | Зоркий     |

## Чемпионат России

### Группа "Восток"

#### 1 тур
| 11 ноября 2016 года 14:30 MSK | \| ' \| Протокол \| ' \| \| Анисимов (Васюкович, угл.) 2' Исалиев (Васюкович, угл.) 68' Вшивков (Исалиев) 78' Исалиев (Леонов) 80' \| Голы \| Сидоров (пен.) 11' Степченков (Липин) 14' Герасимов (Сидоров) 60' \| | «Сибсельмаш», Новосибирск, пасмурно, -12 гр. Зрителей: 1 100 Судья: Григорий Минаев (Санкт-Петербург) |
| Штрафное время: Сиб (50 минут): Маслов 11', Юрлов 39', Бобров 44', Сычёв 45', командный штраф 81' УрТ (20 минут): Маркин 62', Коньков 64' | | |
| ' | Протокол | ' |
| Анисимов (Васюкович, угл.) 2' Исалиев (Васюкович, угл.) 68' Вшивков (Исалиев) 78' Исалиев (Леонов) 80'                                    | Голы | Сидоров (пен.) 11' Степченков (Липин) 14' Герасимов (Сидоров) 60'                                     |

| 12 ноября 2016 года 14:30 MSK                                                     | \| ' \| Протокол \| ' \| \| Свиридов (Исалиев, угл.) 41' Леонов (Юрлов, угл.) 79' Сычёв (Исалиев, св.) 90' \| Голы \| Герасимов (Почкунов) 38' Маркин (Сысоев) 59' Почкунов (Маркин) 77' Черных (Разуваев) 83' \| | «Сибсельмаш», Новосибирск, пасмурно, -12 гр. Зрителей: 600 Судья: Григорий Минаев (Санкт-Петербург) |
| Штрафное время: Сиб (20 минут): Сычёв 27', Васюкович 52' УрТ (10 минут): Усов 90' | | |
| '                                                                                 | Протокол | '                                                                                                   |
| Свиридов (Исалиев, угл.) 41' Леонов (Юрлов, угл.) 79' Сычёв (Исалиев, св.) 90'    | Голы | Герасимов (Почкунов) 38' Маркин (Сысоев) 59' Почкунов (Маркин) 77' Черных (Разуваев) 83'            |

#### 2 тур
| 16 ноября 2016 года 15:00 MSK | \| ' \| Протокол \| ' \| \| Чернышёв (Макаров) 4' Ган (автогол) 7' Миргазов (Чернышёв) 23' Викулин (Тургунов) 30' Миргазов (Чернов) 40' Шевцов (Миргазов) 55' Чернышёв (Викулин, угл.) 61' Тургунов 68' Тарасов (Швецов) 72' Прокопьев (Зубарев) 74' Миргазов 77' Зубарев 84' \| Голы \| Свиридов (Исалиев, угл.) 37' Ган (Маврин) 47' Новецкий 56' \| | «Енисей», Красноярск, ясно, -20 гр. Зрителей: 1 800 Судья: Евгений Тютюков (Горно-Алтайск) |
| Штрафное время: Ени (0 минут): Сиб (40 минут): Юрлов 52', Петров 76' 82', Михеев 87' | |                                                                                            |
| ' | Протокол | '                                                                                          |
| Чернышёв (Макаров) 4' Ган (автогол) 7' Миргазов (Чернышёв) 23' Викулин (Тургунов) 30' Миргазов (Чернов) 40' Шевцов (Миргазов) 55' Чернышёв (Викулин, угл.) 61' Тургунов 68' Тарасов (Швецов) 72' Прокопьев (Зубарев) 74' Миргазов 77' Зубарев 84' | Голы | Свиридов (Исалиев, угл.) 37' Ган (Маврин) 47' Новецкий 56'                                 |

| 17 ноября 2016 года 15:00 MSK                                                                                         | \| ' \| Протокол \| ' \| \| Макаров 7' Тарасов 27' Миргазов (Толстихин) 34' Чернышёв (Баздырев) 45' Ахметзянов (пен.) 50' Чернов 54' Миргазов 74' \| Голы \| Доровских 39' Доровских (Исалиев, угл.) 85' Артёменко (Исалиев) 90' \| | «Енисей», Красноярск, ясно, -25 гр. Зрителей: 900 Судья: Евгений Тютюков (Горно-Алтайск) |
| Штрафное время: Ени (5 минут): командный штраф 46' Сиб (20 минут): Дарковский 33', Сычёв 50'                          | |                                                                                          |
| ' | Протокол | '                                                                                        |
| Макаров 7' Тарасов 27' Миргазов (Толстихин) 34' Чернышёв (Баздырев) 45' Ахметзянов (пен.) 50' Чернов 54' Миргазов 74' | Голы | Доровских 39' Доровских (Исалиев, угл.) 85' Артёменко (Исалиев) 90'                      |

#### 3 тур
| 20 ноября 2016 года 15:00 MSK | \| ' \| Протокол \| ' \| \| Земцов (Криушенков) 1' Башарымов 10' Земцов (Павенский) 14' Стасенко (пен.) 16' Борисенко (Савельев, угл.) 17' Каланчин (Земцов) 27' Игошин (Жаукенов) 34' Башарымов (Борисенко) 38' Каланчин (Криушенков) 45' Криушенков (Якушев, угл.) 49' Башарымов 56' Жаукенов (Тарасенко) 72' \| Голы \| Доровских (пен.) 20' Леонов (Исалиев, угл.) 59' Филиппов (Васюкович, угл.) 65' Исалиев 71' Доровских (Маврин) 90' Незабитые пенальти: Доровских 44' Исалиев 79' \| | «Химик», Кемерово Зрителей: 950 Судья: Вячеслав Курбанов (Абакан)                                                                                               |
| Штрафное время: Куз (50 минут): Игошин 5', Савельев 20', Добрелин 44', Коленко 53', Криушенков 79' Сиб (50 минут): Маврин 16', Шубин 62' 81', Баранов 84', Дарковский 88' | | |
| ' | Протокол | ' |
| Земцов (Криушенков) 1' Башарымов 10' Земцов (Павенский) 14' Стасенко (пен.) 16' Борисенко (Савельев, угл.) 17' Каланчин (Земцов) 27' Игошин (Жаукенов) 34' Башарымов (Борисенко) 38' Каланчин (Криушенков) 45' Криушенков (Якушев, угл.) 49' Башарымов 56' Жаукенов (Тарасенко) 72' | Голы | Доровских (пен.) 20' Леонов (Исалиев, угл.) 59' Филиппов (Васюкович, угл.) 65' Исалиев 71' Доровских (Маврин) 90' Незабитые пенальти: Доровских 44' Исалиев 79' |

| 21 ноября 2016 года 14:30 MSK | \| ' \| Протокол \| ' \| \| Каланчин (Криушенков) 3' Якушев (Борисенко) 7' Криушенков (Якушев, угл.) 26' Криушенков (Павенский) 32' Каланчин (Жаукенов) 50' Стасенко (Якушев, угл.) 62' Швецов (Павенский) 68' Криушенков (Игошин) 75' \| Голы \| Исалиев (Доровских) 3' Леонов (Доровских) 17' Исалиев (Доровских) 20' Сычёв (Исалиев, угл.) 22' Исалиев (Доровских) 47' Маврин (Доровских) 51' Ган (пен.) 74' Шубин (Леонов) 78' Ган (Леонов) 84' \| | «Химик», Кемерово Зрителей: 2 800 Судья: Вячеслав Курбанов (Абакан) |
| Штрафное время: Куз (30 минут): Борисенко 24', Коленко 74', Якушев 87' Сиб (90 минут): Маврин 16', Петров 48' 63', Маврин 67', Михеев 83', Дарковский 85', Доровских 89', Шубин 90', Исалиев 90'           | | |
| ' | Протокол | ' |
| Каланчин (Криушенков) 3' Якушев (Борисенко) 7' Криушенков (Якушев, угл.) 26' Криушенков (Павенский) 32' Каланчин (Жаукенов) 50' Стасенко (Якушев, угл.) 62' Швецов (Павенский) 68' Криушенков (Игошин) 75' | Голы | Исалиев (Доровских) 3' Леонов (Доровских) 17' Исалиев (Доровских) 20' Сычёв (Исалиев, угл.) 22' Исалиев (Доровских) 47' Маврин (Доровских) 51' Ган (пен.) 74' Шубин (Леонов) 78' Ган (Леонов) 84' |

#### 4 тур
| 25 ноября 2016 года 14:30 MSK                                                                    | \| ' \| Протокол \| ' \| \| Доровских 4' Доровских (Маврин) 15' Анисимов (Маврин) 29' \| Голы \| Фагерстрём (Шардаков) 25' Фагерстрём (Бондаренко) 36' Сэфстрём 38' Бондаренко (Фагерстрём) 40' Сэфстрём (Корев) 72' \| | «Сибсельмаш», Новосибирск, снег, -7 гр. Зрителей: 700 Судья: Евгений Тютюков (Горно-Алтайск)                        |
| Штрафное время: Сиб (20 минут): Шубин 38', Васюкович 47' СКА (20 минут): Чижов 11', Шардаков 57' | | |
| '                                                                                                | Протокол | ' |
| Доровских 4' Доровских (Маврин) 15' Анисимов (Маврин) 29'                                        | Голы | Фагерстрём (Шардаков) 25' Фагерстрём (Бондаренко) 36' Сэфстрём 38' Бондаренко (Фагерстрём) 40' Сэфстрём (Корев) 72' |

| 26 ноября 2016 года 14:30 MSK                                                                                | \| ' \| Протокол \| ' \| \| Исалиев (Ган) 2' Маврин (Исалиев, угл.) 25' Доровских (пен.) 28' Исалиев (Маврин) 64' Исалиев (Анисимов) 88' \| Голы \| Шардаков (Петровский) 1' Петровский (Сэфстрём, угл.) 6' Рязанцев 7' Рязанцев (Фагерстрём) 15' Петровский (Рязанцев) 17' Рязанцев (Шардаков) 30' Бондаренко (Антипов) 32' Бондаренко (Шардаков) 38' Шардаков (Потёмин) 41' Фагерстрём (Сэфстрём) 43' Бондаренко 74' Фагерстрём (Рязанцев) 81' Рязанцев (Ким) 85' \| | «Сибсельмаш», Новосибирск, пасмурно, -6 гр. Зрителей: 500 Судья: Евгений Тютюков (Горно-Алтайск) |
| Штрафное время: Сиб (0 минут): СКА (20 минут): Грановский 28', Чижов 89'                                     | | |
| ' | Протокол | ' |
| Исалиев (Ган) 2' Маврин (Исалиев, угл.) 25' Доровских (пен.) 28' Исалиев (Маврин) 64' Исалиев (Анисимов) 88' | Голы | Шардаков (Петровский) 1' Петровский (Сэфстрём, угл.) 6' Рязанцев 7' Рязанцев (Фагерстрём) 15' Петровский (Рязанцев) 17' Рязанцев (Шардаков) 30' Бондаренко (Антипов) 32' Бондаренко (Шардаков) 38' Шардаков (Потёмин) 41' Фагерстрём (Сэфстрём) 43' Бондаренко 74' Фагерстрём (Рязанцев) 81' Рязанцев (Ким) 85' |

#### 5 тур
| 29 ноября 2016 года 14:30 MSK                                                                                           | \| ' \| Протокол \| ' \| \| Вшивков (Исалиев, угл.) 27' Шубин (Доровских) 41' Петров (Доровских) 44' Анисимов (Свиридов) 82' Анисимов (Вшивков) 86' \| Голы \| Гавриленко (Ширяев) 30' Ширяев (Гавриленко, св.) 36' Красиков (Егорычев) 45' Егорычев (Шадрин) 59' Безносов (Кутупов) 60' Егорычев (пен.) 64' Егорычев (Гавриленко) 71' Грачёв (Егорычев) 73' Красиков (Шадрин) 79' Дубовик (Гавриленко) 81' Егорычев (Красиков) 85' \| | «Сибсельмаш», Новосибирск, пасмурно, -3 гр. Зрителей: 800 Судья: Дмитрий Добрянский (Кемерово) |
| Штрафное время: Сиб (40 минут): Сычёв 36' 64', Маврин 68', Ган 76' БЭ (20 минут): Грачёв 56', Вассерман 83'             | | |
| ' | Протокол | ' |
| Вшивков (Исалиев, угл.) 27' Шубин (Доровских) 41' Петров (Доровских) 44' Анисимов (Свиридов) 82' Анисимов (Вшивков) 86' | Голы | Гавриленко (Ширяев) 30' Ширяев (Гавриленко, св.) 36' Красиков (Егорычев) 45' Егорычев (Шадрин) 59' Безносов (Кутупов) 60' Егорычев (пен.) 64' Егорычев (Гавриленко) 71' Грачёв (Егорычев) 73' Красиков (Шадрин) 79' Дубовик (Гавриленко) 81' Егорычев (Красиков) 85' |

| 30 ноября 2016 года 14:30 MSK | \| ' \| Протокол \| ' \| \| Исалиев (Петров) 10' Исалиев (Свиридов) 24' Анисимов (Васюкович, угл.) 34' Исалиев (Доровских) 47' \| Голы \| Гавриленко (Егорычев) 9' Егорычев (Шадрин) 18' Егорычев 23' Егорычев (Гавриленко) 25' Красиков (Грачёв) 50' Грачёв 75' \| | «Сибсельмаш», Новосибирск, пасмурно, -2 гр. Зрителей: 500 Судья: Дмитрий Добрянский (Кемерово)                         |
| Штрафное время: Сиб (50 минут): Доровских 36', Свиридов 42', Шубин 43', Маврин 50', Михеев 65' БЭ (20 минут): Кутупов 59', Шадрин 86' | | |
| ' | Протокол | ' |
| Исалиев (Петров) 10' Исалиев (Свиридов) 24' Анисимов (Васюкович, угл.) 34' Исалиев (Доровских) 47'                                    | Голы | Гавриленко (Егорычев) 9' Егорычев (Шадрин) 18' Егорычев 23' Егорычев (Гавриленко) 25' Красиков (Грачёв) 50' Грачёв 75' |

#### 6 тур
| 15 декабря 2016 года 12:00MSK | \| ' \| Протокол \| ' \| \| Бондаренко 14' Шевцов (Антипов) 16' Ишкельдин (Рязанцев) 18' Фагерстрём (Шевцов) 25' Бондаренко (Мельников, угл.) 31' Чижов 33' Петровский (Фагерстрём) 42' Петровский (Ишкельдин) 43' Ким (Ишкельдин) 45' Рязанцев (Ишкельдин) 47' Рязанцев (Ишкельдин) 52' Бондаренко (Шевцов, угл.) 54' Рязанцев (Корев) 59' Петровский 64' Фагерстрём (Ишкельдин) 67' Бондаренко (Ишкельдин) 68' Петровский 82' Незабитые пенальти: Рязанцев 27' \| Голы \| Дарковский 11' Маврин (Исалиев, угл.) 61' Анисимов (Вшивков) 72' \| | Арена «Ерофей», Хабаровск Зрителей: 3 144 Судья: Вячеслав Курбанов (Абакан) |
| Штрафное время: СКА (10 минут): Ишкельдин 35', Ивкин 75' Сиб (30 минут): Свиридов 10', Сычёв 27', Анисимов 45', Леонов 56', Петров 69', Сычёв 86' | |                                                                             |
| ' | Протокол | '                                                                           |
| Бондаренко 14' Шевцов (Антипов) 16' Ишкельдин (Рязанцев) 18' Фагерстрём (Шевцов) 25' Бондаренко (Мельников, угл.) 31' Чижов 33' Петровский (Фагерстрём) 42' Петровский (Ишкельдин) 43' Ким (Ишкельдин) 45' Рязанцев (Ишкельдин) 47' Рязанцев (Ишкельдин) 52' Бондаренко (Шевцов, угл.) 54' Рязанцев (Корев) 59' Петровский 64' Фагерстрём (Ишкельдин) 67' Бондаренко (Ишкельдин) 68' Петровский 82' Незабитые пенальти: Рязанцев 27' | Голы | Дарковский 11' Маврин (Исалиев, угл.) 61' Анисимов (Вшивков) 72'            |

| 16 декабря 2016 года 12:00 MSK | \| ' \| Протокол \| ' \| \| Фагерстрём (Ишкельдин) 11' Бондаренко (Шевцов, угл.) 31' Фагерстрём (Ким) 32' Антипов (пен.) 50' Ишкельдин (Рязанцев) 61' Бондаренко (Антипов) 62' Рязанцев (Ивкин, угл.) 67' Бондаренко (Шевцов) 70' Рязанцев (Петровский) 87' Петровский 89' Незабитые пенальти: Рязанцев 27' \| Голы \| Доровских (св.) 3' Ган (Доровских) 19' Доровских (Маврин) 21' Леонов 48' Исалиев (Ган) 52' Свиридов (Исалиев, угл.) 74' Доровских (пен.) 79' \| | Арена «Ерофей», Хабаровск Зрителей: 3 007 Судья: Вячеслав Курбанов (Абакан)                                                                  |
| Штрафное время: СКА (25 минут): Потёмин 36', Шевцов 38', Мельников 79', Бондаренко 88', Антипов 88' Сиб (55 минут): Доровских 26', Маврин 27', Свиридов 31', Шубин 42', Сычёв 42', Маврин 50', Дарковский 60', Леонов 65', Петров 75', Михеев 85', Доровских 88'                | | |
| ' | Протокол | ' |
| Фагерстрём (Ишкельдин) 11' Бондаренко (Шевцов, угл.) 31' Фагерстрём (Ким) 32' Антипов (пен.) 50' Ишкельдин (Рязанцев) 61' Бондаренко (Антипов) 62' Рязанцев (Ивкин, угл.) 67' Бондаренко (Шевцов) 70' Рязанцев (Петровский) 87' Петровский 89' Незабитые пенальти: Рязанцев 27' | Голы | Доровских (св.) 3' Ган (Доровских) 19' Доровских (Маврин) 21' Леонов 48' Исалиев (Ган) 52' Свиридов (Исалиев, угл.) 74' Доровских (пен.) 79' |

#### 7 тур
| 19 декабря 2016 года 14:00 MSK | \| ' \| Протокол \| ' \| \| Красиков (Гавриленко) 6' Красиков 56' Ширяев (Егорычев) 79' Ширяев (пен.) 88' Незабитые пенальти: Егорычев 55' \| Голы \| Маврин (Исалиев, угл.) 19' Доровских (Исалиев) 71' 82' \| | «Труд», Иркутск, снег, -10 гр. Зрителей: 1 240 Судья: Андрей Токмаков (Москва) |
| Штрафное время: Б-Э (15 минут): Ковалёв 65' 81', Дубовик 85' Сиб (38 минут): Дарковский 28', Маврин 29', Шубин 31', Доровских 36' на 3 мин., Леонов 38', Сычёв 55', Могильников 72' 87', Сычёв 88' | |                                                                                |
| ' | Протокол | '                                                                              |
| Красиков (Гавриленко) 6' Красиков 56' Ширяев (Егорычев) 79' Ширяев (пен.) 88' Незабитые пенальти: Егорычев 55'                                                                                     | Голы | Маврин (Исалиев, угл.) 19' Доровских (Исалиев) 71' 82'                         |

| 20 декабря 2016 года MSK | \| ' \| Протокол \| ' \| \| Ширяев (пен.) 21' Безносов (Гавриленко) 82' Красиков (Егорычев) 89' \| Голы \| Исалиев (Вшивков) 8' Ган (Доровских) 11' Вшивков (Петров, угл.) 24' \| | «Труд», Иркутск, ясно, -16 гр. Зрителей: 880 Судья: Андрей Токмаков (Москва) |
| Штрафное время: Б-Э (25 минут): Кутупов 3', Грачёв 42' 51', Кутупов 61', Грачёв 90' 90' Сиб (30 минут): Дарковский 17', Могильников 23' 29', Ган 64', Михеев 67', Ган 81' | |                                                                              |
| ' | Протокол | '                                                                            |
| Ширяев (пен.) 21' Безносов (Гавриленко) 82' Красиков (Егорычев) 89' | Голы | Исалиев (Вшивков) 8' Ган (Доровских) 11' Вшивков (Петров, угл.) 24'          |

#### 8 тур
| 28 декабря 2016 года 17:00 MSK | \| ' \| Протокол \| ' \| \| Орлов (Кислов) 24' Степченков (Кислов) 34' Почкунов 44' Сидоров (пен.) 90' \| Голы \| Доровских (пен.) 60' Леонов (Петров) 85' \| | «Уральский трубник», Первоуральск, пасмурно, -9 гр. Зрителей: 1 800 Судья: Григорий Минаев (Санкт-Петербург) |
| Штрафное время: УрТ (25 минут): Маркин 10', Сысоев 21' Орлов 45', Игошин 63', Коньков 76' Сиб (20 минут): Сычёв 21', Свиридов 43', Могильников 50', Сычёв 83' | | |
| ' | Протокол | ' |
| Орлов (Кислов) 24' Степченков (Кислов) 34' Почкунов 44' Сидоров (пен.) 90'                                                                                    | Голы | Доровских (пен.) 60' Леонов (Петров) 85'                                                                     |

| 29 декабря 2016 года 17:00 MSK | \| ' \| Протокол \| ' \| \| Герасимов (Игошин) 4' Степченков 12' Игошин (Липин) 32' Липин (Игошин) 41' Разуваев (Оппенлендер) 47' Герасимов (Игошин) 53' Маркин (Разуваев) 55' Разуваев (Усов, угл.) 59' Игошин (Сидоров) 63' Герасимов (пен.) 66' Почкунов (Воронковский) 74' \| Голы \| Анисимов (Васюкович, угл.) 77' \| | «Уральский трубник», Первоуральск, пасмурно, -5 гр. Зрителей: 1 200 Судья: Григорий Минаев (Санкт-Петербург) |
| Штрафное время: УрТ (0 минут): Сиб (30 минут): Маслов 12', Васюкович 58', Михеев 66', Могильников 73', Шубин 85', Маврин 90' | | |
| ' | Протокол | ' |
| Герасимов (Игошин) 4' Степченков 12' Игошин (Липин) 32' Липин (Игошин) 41' Разуваев (Оппенлендер) 47' Герасимов (Игошин) 53' Маркин (Разуваев) 55' Разуваев (Усов, угл.) 59' Игошин (Сидоров) 63' Герасимов (пен.) 66' Почкунов (Воронковский) 74' | Голы | Анисимов (Васюкович, угл.) 77'                                                                               |

#### 9 тур
| 5 января 2017 года 09:00 MSK | \| ' \| Протокол \| ' \| \| Анисимов (Исалиев) 11' Исалиев 14' Анисимов 29' Петров 70' Леонов (Васюкович, угл.) 81' Вшивков 82' Доровских 89' \| Голы \| Стасенко (Земцов) 10' Борисенко 45' Игошин (Жаукенов) 50' Каланчин (Швецов) 52' Каланчин 82' \| | «Сибсельмаш», Новосибирск, пасмурно, -1 гр. Зрителей: 1 000 Судья: Вячеслав Курбанов (Абакан) |
| Штрафное время: Сиб (25 минут): Дарковский 23', Могильников 56', Михеев 77', Исалиев 83' Куз (50 минут): Ермолов 8', Борисенко 39', Жаукенов 64', Павенский 67', Борисенко 77', Савельев 80', Козлов 83', Игошин 87' | |                                                                                               |
| ' | Протокол | '                                                                                             |
| Анисимов (Исалиев) 11' Исалиев 14' Анисимов 29' Петров 70' Леонов (Васюкович, угл.) 81' Вшивков 82' Доровских 89' | Голы | Стасенко (Земцов) 10' Борисенко 45' Игошин (Жаукенов) 50' Каланчин (Швецов) 52' Каланчин 82'  |

| 6 января 2017 года 09:00 MSK | \| ' \| Протокол \| ' \| \| Вшивков (Васюкович, угл.) 52' Анисимов (Ган) 69' Исалиев 75' \| Голы \| Стасенко (Земцов) 11' Каланчин (Швецов) 46' Криушенков (пен.) 50' Игошин 53' Каланчин (Якушев, угл.) 65' Криушенков (Стасенко, св.) 90' Незабитые пенальти: Криушенков 10' Стасенко 25' \| | «Сибсельмаш», Новосибирск, ясно, -8 гр. Зрителей: 700 Судья: Вячеслав Курбанов (Абакан)                                                                                                 |
| Штрафное время: Сиб (35 минут): Могильников 10', Васюкович 25', Михеев 45', Могильников 48', Леонов 50', Дарковский 82', Анисимов 90' Куз (20 минут): Ермолов 37', Криушенков 42', Якушев 52', Опарин 56' | | |
| ' | Протокол | ' |
| Вшивков (Васюкович, угл.) 52' Анисимов (Ган) 69' Исалиев 75' | Голы | Стасенко (Земцов) 11' Каланчин (Швецов) 46' Криушенков (пен.) 50' Игошин 53' Каланчин (Якушев, угл.) 65' Криушенков (Стасенко, св.) 90' Незабитые пенальти: Криушенков 10' Стасенко 25' |

#### 10 тур
| 9 января 2017 года 14:30MSK                                                              | \| ' \| Протокол \| ' \| \| Маврин (Васюкович, угл.) 50' \| Голы \| Миргазов (Чернов) 7' Толстихин (Чернышёв) 22' Викулин (пен.) 55' Насонов (Чернышёв) 63' Миргазов (Шевцов) 67' \| | «Сибсельмаш», Новосибирск, ясно, -13 гр. Зрителей: 900 Судья: Никита Юкляевских (Санкт-Петербург)             |
| Штрафное время: Сиб (10 минут): Васюкович 28' 53' Ени (3 минут): Толстихин 26' на 3 мин. | | |
| '                                                                                        | Протокол | ' |
| Маврин (Васюкович, угл.) 50'                                                             | Голы | Миргазов (Чернов) 7' Толстихин (Чернышёв) 22' Викулин (пен.) 55' Насонов (Чернышёв) 63' Миргазов (Шевцов) 67' |

| 10 января 2017 года 14:30MSK                                                                        | \| ' \| Протокол \| ' \| \| Вшивков (Васюкович, угл.) 16' Доровских (Дарковский) 62' Ган (Доровских) 69' Маврин (Доровских) 84' \| Голы \| Чернышёв (Прокопьев) 7' Миргазов (Викулин, угл.) 37' Викулин (пен.) 52' Миргазов (Насонов) 65' Вдовенко 69' Миргазов (Чернов) 90' \| | «Сибсельмаш», Новосибирск, ясно, -19 гр. Зрителей: 300 Судья: Никита Юкляевских (Санкт-Петербург)                                 |
| Штрафное время: Сиб (15 минут): Михеев 31', Маврин 38', Шубин 52' Ени (5 минут): Насонов 23'        | | |
| '                                                                                                   | Протокол | ' |
| Вшивков (Васюкович, угл.) 16' Доровских (Дарковский) 62' Ган (Доровских) 69' Маврин (Доровских) 84' | Голы | Чернышёв (Прокопьев) 7' Миргазов (Викулин, угл.) 37' Викулин (пен.) 52' Миргазов (Насонов) 65' Вдовенко 69' Миргазов (Чернов) 90' |

### Турнирная таблица
| М | Команда                            | И  | В  | Н | П  | Мячи      | ±    | О  |
| - | ---------------------------------- | -- | -- | - | -- | --------- | ---- | -- |
| 1 | «СКА-Нефтяник» (Хабаровск)         | 20 | 18 | 1 | 1  | 170 − 70  | +100 | 55 |
| 2 | «Енисей» (Красноярск)              | 20 | 13 | 0 | 7  | 103 − 71  | +32  | 39 |
| 3 | «Байкал-Энергия» (Иркутск)         | 20 | 10 | 1 | 9  | 96 − 108  | −12  | 31 |
| 4 | «Уральский трубник» (Первоуральск) | 20 | 7  | 2 | 11 | 76 − 95   | −19  | 23 |
| 5 | «Кузбасс» (Кемерово)               | 20 | 5  | 3 | 12 | 100 − 127 | −27  | 18 |
| 6 | «Сибсельмаш»                       | 20 | 3  | 1 | 16 | 78 − 152  | −74  | 10 |

И — игры, В — выигрыши, Н — ничьи, П — проигрыши, Мячи — забитые и пропущенные голы, ± — разница голов, О — очки

### Группа II

#### 1 тур
| 15 января 2017 года 09:00 MSK | \| ' \| Протокол \| ' \| \| Леонов 4' Анисимов (Доровских) 12' Свиридов (Исалиев, угл.) 18' 24' Исалиев (Свиридов) 42' Исалиев (Анисимов) 52' Доровских (пен.) 65' Леонов (Исалиев) 73' Исалиев (Шубин) 75' Исалиев 87' \| Голы \| Корев 84' Незабитый пенальти: Ничков 36' \| | «Сибсельмаш», Новосибирск, ясно, -24 гр. Зрителей: 300 Судья: Вячеслав Курбанов (Абакан) |
| Штрафное время: Сиб (50 минут): Ган 20', Маврин 36', Анисмов 54', Сычёв 67', Михеев 75' Ста (50 минут): Васильев 8', Максименко 39', Корев 62', Семёнов 65', Максименко 85'                 | |                                                                                          |
| ' | Протокол | '                                                                                        |
| Леонов 4' Анисимов (Доровских) 12' Свиридов (Исалиев, угл.) 18' 24' Исалиев (Свиридов) 42' Исалиев (Анисимов) 52' Доровских (пен.) 65' Леонов (Исалиев) 73' Исалиев (Шубин) 75' Исалиев 87' | Голы | Корев 84' Незабитый пенальти: Ничков 36'                                                 |

#### 2 тур
| 18 января 2017 года 14:30MSK | \| ' \| Протокол \| ' \| \| Леонов (Исалиев, угл.) 17' Исалиев (Васюкович) 45' \| Голы \| Мастрюков (Барбаков) 6' Самойлов (Ронжин, угл.) 79' \| | «Сибсельмаш», Новосибирск, ясно, -17 гр. Зрителей: 500 Судья: Андрей Токмаков (Москва) |
| Штрафное время: Сиб (30 минут): Михеев 38', Дарковский 56', Ган 74' Род (40 минут): Поскрёбышев 21', Леухин 30', Поскрёбышев 50' 90' 90' | |                                                                                        |
| ' | Протокол | '                                                                                      |
| Леонов (Исалиев, угл.) 17' Исалиев (Васюкович) 45'                                                                                       | Голы | Мастрюков (Барбаков) 6' Самойлов (Ронжин, угл.) 79'                                    |

#### 3 тур
| 9 февраля 2017 года 19:00 MSK                                                                                                 | \| ' \| Протокол \| ' \| \| Корев (Стариков) 52' Киселёв (Котков, угл.) 58' Немцев (пен.) 74' \| Голы \| Доровских (пен.) 7' Ган (Доровских) 21' Доровских (Ган, угл.) 31' Свиридов (Доровских) 44' Незабитый пенальти: Доровских 26' \| | «Труд (СКЦ «Сормово»)» , Нижний Новгород, пасмурно, -4 гр. Зрителей: 483 Судья: Александр Шатунов (Екатеринбург)             |
| Штрафное время: Ста (40 минут): Семёнов 7' 11', Тюко 26', Котков 42' Сиб (30 минут): Могильников 54', Маврин 74', Исалиев 76' | | |
| ' | Протокол | ' |
| Корев (Стариков) 52' Киселёв (Котков, угл.) 58' Немцев (пен.) 74'                                                             | Голы | Доровских (пен.) 7' Ган (Доровских) 21' Доровских (Ган, угл.) 31' Свиридов (Доровских) 44' Незабитый пенальти: Доровских 26' |

#### 4 тур
| 12 февраля 2017 года 13:00 MSK | \| ' \| Протокол \| ' \| \| Перевощиков 14' Самойлов (пен.) 90' Незабитый пенальти: Обухов 68' \| Голы \| Вшивков (пен.) 10' Вшивков (Исалиев, угл.) 34' Шубин 41' Доровских (Маврин) 58' Исалиев (Леонов) 65' Вшивков (Свиридов) 86' \| | «Родина», Киров, ясно, -3 гр. Зрителей: 1 300 Судья: Григорий Минаев (Санкт-Петербург)                                      |
| Штрафное время: Род (30 минут): Катугин 10', Барбаков 77', Тихвинский 80' Сиб (40 минут): Сычёв 45', Вшивков 66', Ган 84', Васюкович 90' | | |
| ' | Протокол | ' |
| Перевощиков 14' Самойлов (пен.) 90' Незабитый пенальти: Обухов 68'                                                                       | Голы | Вшивков (пен.) 10' Вшивков (Исалиев, угл.) 34' Шубин 41' Доровских (Маврин) 58' Исалиев (Леонов) 65' Вшивков (Свиридов) 86' |

#### 5 тур
| 20 февраля 2017 года 14:30 MSK | \| ' \| Протокол \| ' \| \| Стасенко (Якушев, угл.) 28' Каланчин (Земцов) 39' Стасенко (Савельев, угл.) 41' Стасенко 48' Каланчин (Швецов) 64' Швецов (Якушев, угл.) 70' Якушев (Земцов) 88' \| Голы \| Стасенко (Якушев, угл.) 28' Каланчин (Земцов) 39' Стасенко (Савельев, угл.) 41' \| | «Химик», Кемерово Зрителей: 2 753 Судья: Сергей Горбачёв (Балашиха)             |
| Штрафное время: Куз (20 минут): Борисенко 56', Стасенко 85' Сиб (20 минут): Сычёв 67', Шубин 85'                                                                 | |                                                                                 |
| ' | Протокол | '                                                                               |
| Стасенко (Якушев, угл.) 28' Каланчин (Земцов) 39' Стасенко (Савельев, угл.) 41' Стасенко 48' Каланчин (Швецов) 64' Швецов (Якушев, угл.) 70' Якушев (Земцов) 88' | Голы | Стасенко (Якушев, угл.) 28' Каланчин (Земцов) 39' Стасенко (Савельев, угл.) 41' |

#### 6 тур
| 24 февраля 2017 года 09:00 MSK | \| ' \| Протокол \| ' \| \| Вшивков (Исалиев, угл.) 3' Вшивков (пен.) 7' Сычёв 30' Исалиев (Анисимов) 33' Леонов (Исалиев, угл.) 35' Леонов (Ган) 38' Вшивков (Васюкович, угл.) 48' Исалиев (Доровских) 55' Анисимов (Вшивков) 69' Ган (Вшивков) 74' Исалиев 81' \| Голы \| Игошин 13' Земцов (Швецов) 14' Игошин (Борисенко) 31' Земцов (Борисенко) 67' Стасенко 83' Стасенко (Борисенко) 87' Незабитый пенальти: Стасенко 51' \| | «Сибсельмаш», Новосибирск, ясно, -4 гр. Зрителей: 1 200 Судья: Евгений Тютюков (Горно-Алтайск)                                                      |
| Штрафное время: Сиб (70 минут): Михеев 23' 41', Шубин 45', Могильников 51', Шубин 65', Васюкович 72', Вшивков 79' Куз (100 минут): Ермолов 7', Савельев 24', Морозов 30', Игошин 37', Савельев 38', Криушенков 43', Семёнов 59', Ермолов 61', Криушенков 63', Игошин 64' | | |
| ' | Протокол | ' |
| Вшивков (Исалиев, угл.) 3' Вшивков (пен.) 7' Сычёв 30' Исалиев (Анисимов) 33' Леонов (Исалиев, угл.) 35' Леонов (Ган) 38' Вшивков (Васюкович, угл.) 48' Исалиев (Доровских) 55' Анисимов (Вшивков) 69' Ган (Вшивков) 74' Исалиев 81'                                     | Голы | Игошин 13' Земцов (Швецов) 14' Игошин (Борисенко) 31' Земцов (Борисенко) 67' Стасенко 83' Стасенко (Борисенко) 87' Незабитый пенальти: Стасенко 51' |

#### Турнирная таблица
| М | Команда                    | И | В | Н | П | Мячи    | ±   | О  |
| - | -------------------------- | - | - | - | - | ------- | --- | -- |
| 1 | «Сибсельмаш» (Новосибирск) | 6 | 4 | 1 | 1 | 36 − 21 | +15 | 13 |
| 2 | «Кузбасс» (Кемерово)       | 6 | 4 | 1 | 1 | 42 − 33 | +9  | 13 |
| 3 | «Старт» (Нижний Новгород)  | 6 | 2 | 0 | 4 | 26 − 31 | −5  | 6  |
| 4 | «Родина» (Киров)           | 6 | 0 | 2 | 4 | 16 − 35 | −19 | 2  |

И — игры, В — выигрыши, Н — ничьи, П — проигрыши, Мячи — забитые и пропущенные голы, ± — разница голов, О — очки

### Квалификационные матчи
| 1 марта 2017 года 14:30 MSK | \| ' \| Протокол \| ' \| \| Маврин (Исалиев, угл.) 12' Свиридов (Маслов) 51' Анисимов 59' Исалиев (Доровских) 60' Ган (пен.) 62' Леонов 72' Анисимов (Доровских) 73' Доровских (Леонов) 88' Анисимов (Исалиев) 89' Незабитые пенальти: Вшивков 30' Ган 64' Маврин 87' \| Голы \| Филиппов (пен.) 4' Филиппов (Боровков) 11' Зимин (Боровков) 38' \| | «Сибсельмаш», Новосибирск, снег, 0 гр. Зрителей: 1 200 Судья: Григорий Минаев (Санкт-Петербург) |
| Штрафное время: Сиб (30 минут): Могильников 18', Маврин 52', Васюкович 60' Дин (60 минут): Сергеев 12', Драничников 30', Легошин 31', Фероян 62', Зиганшин 64' 87'                                                                        | |                                                                                                 |
| ' | Протокол | '                                                                                               |
| Маврин (Исалиев, угл.) 12' Свиридов (Маслов) 51' Анисимов 59' Исалиев (Доровских) 60' Ган (пен.) 62' Леонов 72' Анисимов (Доровских) 73' Доровских (Леонов) 88' Анисимов (Исалиев) 89' Незабитые пенальти: Вшивков 30' Ган 64' Маврин 87' | Голы | Филиппов (пен.) 4' Филиппов (Боровков) 11' Зимин (Боровков) 38'                                 |

| 4 марта 2017 года 10:15 MSK | \| ' \| Протокол \| ' \| \| Зимин (Шабуров) 7' Бихузин (Филиппов) 13' Щеглов (Шабуров, угл.) 37' Золотарёв (Шабуров, угл.) 53' Бихузин 63' Филиппов (пен.) 75' Попеляев (Шабуров) 90' \| Голы \| Ган (Исалиев, угл.) 1' Ган (Вшивков) 17' Шубин 35' Ган (Доровских) 36' Вшивков (Исалиев, угл.) 65' Доровских (Леонов) 85' Незабитый пенальти: Вшивков 26' \| | Ледовый дворец «Крылатское», Москва Зрителей: 150 Судья: Масляев Дмитрий (Нижний Новгород)                                                                |
| Штрафное время: Дин (20 минут): Медведь 26', Зимин 84' Сиб (50 минут): Ган 62', Сычёв 72', Могильников 75', Маврин 78', Михеев 87'                        | | |
| ' | Протокол | ' |
| Зимин (Шабуров) 7' Бихузин (Филиппов) 13' Щеглов (Шабуров, угл.) 37' Золотарёв (Шабуров, угл.) 53' Бихузин 63' Филиппов (пен.) 75' Попеляев (Шабуров) 90' | Голы | Ган (Исалиев, угл.) 1' Ган (Вшивков) 17' Шубин 35' Ган (Доровских) 36' Вшивков (Исалиев, угл.) 65' Доровских (Леонов) 85' Незабитый пенальти: Вшивков 26' |

### Четвертьфинал
| 9 марта 2017 года 12:00MSK | \| ' \| Протокол \| ' \| \| Шардаков (Ишкельдин) 6' Бондаренко 7' Петровский 22' Рязанцев (Ишкельдин) 28' Рязанцев (Бондаренко) 31' Грановский (Ивкин, угл.) 33' Бондаренко 35' Ишкельдин (Ким) 36' Бондаренко (Шардаков) 50' Ишкельдин (Шардаков) 53' Бондаренко (Рязанцев) 65' Шардаков (Сэфстрём) 68' Фагерстрём (Ишкельдин) 72' Рязанцев (Шардаков) 78' Шардаков (Ишкельдин) 81' Незабитые пенальти: Фагерстрём 27' Рязанцев 63' \| Голы \| Шубин (Ган) 17' Анисимов (Дарковский) 19' Ган (Свиридов) 25' Исалиев 77' Доровских (пен.) 86' \| | Арена «Ерофей», Хабаровск Зрителей: 3 539 Судья: Вячеслав Курбанов (Абакан)                   |
| Штрафное время: СКА (10 минут): Шардаков 71' Сиб (60 минут): Михеев 22', Анисимов 31', Маврин 43', Сычёв 45', Михеев 63', Ган 81' | |                                                                                               |
| ' | Протокол | '                                                                                             |
| Шардаков (Ишкельдин) 6' Бондаренко 7' Петровский 22' Рязанцев (Ишкельдин) 28' Рязанцев (Бондаренко) 31' Грановский (Ивкин, угл.) 33' Бондаренко 35' Ишкельдин (Ким) 36' Бондаренко (Шардаков) 50' Ишкельдин (Шардаков) 53' Бондаренко (Рязанцев) 65' Шардаков (Сэфстрём) 68' Фагерстрём (Ишкельдин) 72' Рязанцев (Шардаков) 78' Шардаков (Ишкельдин) 81' Незабитые пенальти: Фагерстрём 27' Рязанцев 63' | Голы | Шубин (Ган) 17' Анисимов (Дарковский) 19' Ган (Свиридов) 25' Исалиев 77' Доровских (пен.) 86' |

| 10 марта 2017 года 12:00MSK | \| ' \| Протокол \| ' \| \| Бондаренко (Ивкин, угл.) 5' Ким (Шевцов, угл.) 20' Шардаков (Ишкельдин) 21' Ишкельдин (Бондаренко) 34' Бондаренко (Шевцов) 39' Антипов (Сэфстрём) 40' Рязанцев (Антипов) 45' Бондаренко 66' Бондаренко (Шардаков) 75' Рязанцев (Сэфстрём) 76' Незабитый пенальти: Антипов 25' \| Голы \| Ган (Исалиев) 17' Исалиев (Доровских) 49' Исалиев 64' Леонов (Дарковский) 68' Доровских (Васюкович, угл.) 70' Маврин (Исалиев, угл.) 88' \| | Арена «Ерофей», Хабаровск Зрителей: 3 361 Судья: Сергей Горбачёв (Балашиха)                                                              |
| Штрафное время: СКА (20 минут): Фагерстрём 55', Ишкельдин 55' Сиб (60 минут): Маврин 25', Сычёв 26', Дарковский 55', Михеев 57', Маврин 58', Могильников 89' | | |
| ' | Протокол | ' |
| Бондаренко (Ивкин, угл.) 5' Ким (Шевцов, угл.) 20' Шардаков (Ишкельдин) 21' Ишкельдин (Бондаренко) 34' Бондаренко (Шевцов) 39' Антипов (Сэфстрём) 40' Рязанцев (Антипов) 45' Бондаренко 66' Бондаренко (Шардаков) 75' Рязанцев (Сэфстрём) 76' Незабитый пенальти: Антипов 25' | Голы | Ган (Исалиев) 17' Исалиев (Доровских) 49' Исалиев 64' Леонов (Дарковский) 68' Доровских (Васюкович, угл.) 70' Маврин (Исалиев, угл.) 88' |

| 14 марта 2017 года 14:30 MSK                                                                        | \| ' \| Протокол \| ' \| \| Исалиев (Маврин) 5' Анисимов (Митусов) 54' Ган (Исалиев) 57' Ган 59' Доровских (пен.) 82' \| Голы \| Рязанцев (Ивкин, угл.) 22' Бондаренко (Ишкельдин) 31' Бондаренко (Петровский) 48' Ишкельдин (Чижов) 51' Рязанцев (Ким) 52' 65' Антипов (пен.) 71' Потёмин (Шевцов) 75' Ишкельдин (Шардаков) 85' Петровский (Антипов) 89' \| | «Сибсельмаш», Новосибирск, ясно, -1 гр. Зрителей: 1 700 Судья: Дмитрий Масляев (Нижний Новгород) |
| Штрафное время: Сиб (10 минут): Митусов 71', СКА (30 минут): Грановский 10', Ивкин 82', Потёмин 88' | | |
| '                                                                                                   | Протокол | ' |
| Исалиев (Маврин) 5' Анисимов (Митусов) 54' Ган (Исалиев) 57' Ган 59' Доровских (пен.) 82'           | Голы | Рязанцев (Ивкин, угл.) 22' Бондаренко (Ишкельдин) 31' Бондаренко (Петровский) 48' Ишкельдин (Чижов) 51' Рязанцев (Ким) 52' 65' Антипов (пен.) 71' Потёмин (Шевцов) 75' Ишкельдин (Шардаков) 85' Петровский (Антипов) 89' |

## Кубок России

### 1 этап
| 25 сентября 2016 года 06:00 MSK | \| Байкал-Энергия \| 6 : 2 (4:1) Протокол \| Сибсельмаш \| \| Гавриленко (Рысев) 19' Дубовик (Гавриленко) 30' Ширяев (Егорычев) 32' Ширяев (Насонов) 37' Егорычев (Грачёв) 88' Безносов 89' \| Голы \| Ган (Исалиев) 3' Леонов (Вшивков) 49' Незабитые пенальти: Вшивков 6' Ган 70' \| | «Химик», Кемерово Зрителей: 150 Судья: Дмитрий Добрянский (Кемерово)         |
| Штрафное время: БЭ (50 минут): Кутупов 6', Вассерман 8', Голубков 17', Кутупов 63', Вассерман 70' Сиб (40 минут): Петров 5', Филиппов 12', Сычёв 35', Ган 40' | |                                                                              |
| Байкал-Энергия | 6 : 2 (4:1) Протокол | Сибсельмаш                                                                   |
| Гавриленко (Рысев) 19' Дубовик (Гавриленко) 30' Ширяев (Егорычев) 32' Ширяев (Насонов) 37' Егорычев (Грачёв) 88' Безносов 89'                                 | Голы | Ган (Исалиев) 3' Леонов (Вшивков) 49' Незабитые пенальти: Вшивков 6' Ган 70' |

| 26 сентября 2016 года 06:00 MSK | \| Сибсельмаш \| 3 : 6 (2:4) Протокол \| Уральский трубник \| \| Анисимов (Васюкович, угл.) 26' Свиридов (Петров, угл.) 32' Филиппов (Исалиев) 83' \| Голы \| Усов (Маркин, угл.) 13' Сидоров (Фефелов) 26' Герасимов (Усов) 29' Сидоров (Герасимов) 42' Почкунов (Липин) 62' Черных (Липин) 68' Незабитый пенальти: Почкунов 21' \| | «Химик», Кемерово Зрителей: 100 Судья: Сергей Бескончин (Кемерово)                                                                                                  |
| Штрафное время: Сиб (60 минут): Маврин 6', Сычёв 21', Васюкович 39', Сычёв 65', Юрлов 78', Маврин 87' УрТ (25 минут): Коньков 82', Липин 89', Сысоев 90' | | |
| Сибсельмаш | 3 : 6 (2:4) Протокол | Уральский трубник |
| Анисимов (Васюкович, угл.) 26' Свиридов (Петров, угл.) 32' Филиппов (Исалиев) 83'                                                                        | Голы | Усов (Маркин, угл.) 13' Сидоров (Фефелов) 26' Герасимов (Усов) 29' Сидоров (Герасимов) 42' Почкунов (Липин) 62' Черных (Липин) 68' Незабитый пенальти: Почкунов 21' |

| 27 сентября 2016 года 14:30 MSK                                                                                                | \| Сибсельмаш \| 3 : 10 (1:5) Протокол \| Кузбасс \| \| Вшивков (Исалиев, угл.) 21' Ган (Маврин) 83' Филиппов (Леонов) 90' \| Голы \| Семёнов (Тарасенко, угл.) 2' Швецов (Стасенко) 16' Павенский 28' Селедков 32' Стасенко (Жаукенов) 43' Швецов 50' Савельев 62' Каланчин (Земцов) 74' Селедков (Борисенко) 78' Стасенко (пен.) 86' \| | «Химик», Кемерово Зрителей: 350 Судья: Александр Шатунов (Екатеринбург) |
| Штрафное время: Сиб (30 минут): Васюкович 17', Бобров 76' 86' Куз (40 минут): Семёнов 6', Козлов 61', Савельев 88', Иванов 89' | | |
| Сибсельмаш | 3 : 10 (1:5) Протокол | Кузбасс |
| Вшивков (Исалиев, угл.) 21' Ган (Маврин) 83' Филиппов (Леонов) 90'                                                             | Голы | Семёнов (Тарасенко, угл.) 2' Швецов (Стасенко) 16' Павенский 28' Селедков 32' Стасенко (Жаукенов) 43' Швецов 50' Савельев 62' Каланчин (Земцов) 74' Селедков (Борисенко) 78' Стасенко (пен.) 86' |

| 29 сентября 2016 года 06:00 MSK | \| Сибсельмаш \| 8 : 13 (4:7) Протокол \| Енисей \| \| Анисимов (Доровских) 16' Доровских (Юрлов, угл.) 29' Свиридов (Исалиев, угл.) 34' Анисимов (Маврин) 43' Ган (Вшивков) 47' Свиридов (Исалиев, угл.) 50' Исалиев (Ган) 70' Филиппов 71' \| Голы \| Макаров (Чернышёв) 4' Чернов (Толстихин, угл.) 12' Ахметзянов (пен.) 19' Чернышёв 21' Миргазов (Лапшин) 26' Тарасов (Чернышёв) 27' Толстихин (Макаров) 39' Чернышёв (Вдовенко) 54' Ахметзянов (пен.) 60' Прокопьев (Вдовенко) 61' 64' Баздырев (Макаров) 80' Макаров 82' \| | «Химик», Кемерово Зрителей: 30 Судья: Вячеслав Курбанов (Абакан) |
| Штрафное время: Сиб (40 минут): Свиридов 14', Сычёв 19' 55', Долгополов 60' Енс (20 минут): Баздырев 32', Чернов 83'                                                                  | | |
| Сибсельмаш | 8 : 13 (4:7) Протокол | Енисей |
| Анисимов (Доровских) 16' Доровских (Юрлов, угл.) 29' Свиридов (Исалиев, угл.) 34' Анисимов (Маврин) 43' Ган (Вшивков) 47' Свиридов (Исалиев, угл.) 50' Исалиев (Ган) 70' Филиппов 71' | Голы | Макаров (Чернышёв) 4' Чернов (Толстихин, угл.) 12' Ахметзянов (пен.) 19' Чернышёв 21' Миргазов (Лапшин) 26' Тарасов (Чернышёв) 27' Толстихин (Макаров) 39' Чернышёв (Вдовенко) 54' Ахметзянов (пен.) 60' Прокопьев (Вдовенко) 61' 64' Баздырев (Макаров) 80' Макаров 82' |

| 30 сентября 2016 года 10:00 MSK | \| СКА-Нефтяник \| 13 : 5 (8:3) Протокол \| Сибсельмаш \| \| Бондаренко (Шевцов) 1' Антипов (Рязанцев) 13' Антипов (пен.) 14' Фагерстрём (Сэфстрём) 14' Ишкельдин 23' Рязанцев (Мельников, угл.) 38' Рязанцев (Бондаренко) 38' Шевцов (Рязанцев) 41' Фагерстрём (Ишкельдин) 47' Чижов (Бондаренко) 62' Фагерстрём (Шевцов) 69' Рязанцев (Фагерстрём) 79' Бондаренко (Шардаков) 89' \| Голы \| Доровских 5' Сычёв (Исалиев, угл.) 17' Сычёв (Исалиев, св.) 45' Доровских (Исалиев, св.) 59' Исалиев (Вшивков) 88' \| | «Химик», Кемерово Зрителей: 60 Судья: Сергей Бескончин (Кемерово)                                                  |
| Штрафное время: СКН (20 минут): Потёмин 40', Антипов 45' Сиб (20 минут): Михеев 14' 21' | | |
| СКА-Нефтяник | 13 : 5 (8:3) Протокол | Сибсельмаш |
| Бондаренко (Шевцов) 1' Антипов (Рязанцев) 13' Антипов (пен.) 14' Фагерстрём (Сэфстрём) 14' Ишкельдин 23' Рязанцев (Мельников, угл.) 38' Рязанцев (Бондаренко) 38' Шевцов (Рязанцев) 41' Фагерстрём (Ишкельдин) 47' Чижов (Бондаренко) 62' Фагерстрём (Шевцов) 69' Рязанцев (Фагерстрём) 79' Бондаренко (Шардаков) 89' | Голы | Доровских 5' Сычёв (Исалиев, угл.) 17' Сычёв (Исалиев, св.) 45' Доровских (Исалиев, св.) 59' Исалиев (Вшивков) 88' |

| Место | Команда           | И | В | Н | П | М       | Очки |
| ----- | ----------------- | - | - | - | - | ------- | ---- |
| 1     | Енисей            | 5 | 5 | 0 | 0 | 35 - 24 | 15   |
| 2     | СКА-Нефтяник      | 5 | 4 | 0 | 1 | 48 - 22 | 12   |
| 3     | Кузбасс           | 5 | 2 | 1 | 2 | 27 - 22 | 7    |
| 4     | Байкал-Энергия    | 5 | 2 | 0 | 3 | 25 - 29 | 6    |
| 5     | Уральский трубник | 5 | 1 | 1 | 3 | 16 - 27 | 3    |
| 6     | Сибсельмаш        | 5 | 0 | 0 | 5 | 21 - 48 | 0    |

## Состав
| №  | Имя                | Поз | И  | Г    | П  | Очки | Штраф (мин) | Примечание      |
| -- | ------------------ | --- | -- | ---- | -- | ---- | ----------- | --------------- |
| 35 | Андрей Маслов      | Врт | 15 | -103 | 1  | 1    | 15          |                 |
| 50 | Игорь Долгополов   | Врт | 17 | -102 |    |      |             |                 |
| 88 | Владимир Ковалёв   | Врт | 2  | -13  |    |      |             |                 |
| 2  | Иван Пронькин      | Защ | 0  |      |    |      |             |                 |
| 3  | Никита Юрлов       | Защ | 4  | 0    | 1  | 1    | 20          | ушёл 12.12.2016 |
| 5  | Андрей Могильников | Защ | 21 |      |    |      | 95          |                 |
| 27 | Юрий Михеев        | Защ | 30 |      |    |      | 140         |                 |
| 29 | Дмитрий Баранов    | Защ | 9  |      |    |      | 10          |                 |
| 44 | Кирилл Бобров      | Защ | 2  |      |    |      | 10          |                 |
| 66 | Степан Васюкович   | Защ | 31 |      | 12 | 12   | 70          |                 |
| 4  | Роман Сысоев       | ПЗ  | 0  |      |    |      |             |                 |
| 8  | Евгений Маврин     | ПЗ  | 31 | 8    | 8  | 16   | 145         |                 |
| 12 | Егор Дарковский    | ПЗ  | 30 | 1    | 3  | 4    | 75          |                 |
| 14 | Игорь Сычёв        | ПЗ  | 31 | 3    |    | 3    | 145         |                 |
| 17 | Артём Вшивков      | ПЗ  | 27 | 13   | 6  | 19   | 20          |                 |
| 21 | Дмитрий Артёменко  | ПЗ  | 10 | 1    |    | 1    |             |                 |
| 25 | Никита Шубин       | ПЗ  | 31 | 5    | 1  | 6    | 100         |                 |
| 71 | Евгений Филиппов   | ПЗ  | 5  | 1    |    | 1    |             | ушёл 12.12.2016 |
| 72 | Денис Петров       | ПЗ  | 25 | 2    | 3  | 5    | 50          |                 |
| 79 | Николай Митусов    | ПЗ  | 2  |      | 1  | 1    | 10          |                 |
| 82 | Владимир Дружков   | ПЗ  | 3  |      |    |      |             |                 |
| 91 | Никита Свиридов    | ПЗ  | 29 | 8    | 5  | 13   | 25          |                 |
| 7  | Евгений Леонов     | Нап | 28 | 13   | 7  | 20   | 15          |                 |
| 10 | Сергей Ган         | Нап | 31 | 16   | 7  | 23   | 70          |                 |
| 18 | Никита Новецкий    | Нап | 14 | 1    |    | 1    |             |                 |
| 62 | Сергей Борисов     | Нап | 0  |      |    |      |             |                 |
| 80 | Рауан Исалиев      | Нап | 31 | 31   | 31 | 62   | 30          |                 |
| 84 | Алексей Доровских  | Нап | 29 | 24   | 20 | 44   | 38          |                 |
| 89 | Павел Анисимов     | Нап | 24 | 18   | 3  | 21   | 30          |                 |

Президент клуба — Виталий Попов
Главный тренер — Олег Чубинский
Тренеры — Андрей Кузнецов, Олег Молодцов, Олег Пшеничный , Михаил Быков

## Сибсельмаш — 2
Резервисты «Сибсельмаша» выступают в группе № 3 Высшей лиги. 

### Предварительный этап
| Дата     | Место проведения | Команда противника | Счёт         | Голы Сибсельмаша                                          |
| -------- | ---------------- | ------------------ | ------------ | --------------------------------------------------------- |
| 22.11.16 | Дома             | Саяны-Хакасия      | 1 : 4 (0:3)  | Новецкий (пен.)                                           |
| 23.11.16 | Дома             | Саяны-Хакасия      | 2 : 7 (1:3)  | Борисов, Кухаревич                                        |
| 26.11.16 | Дома             | Енисей-2           | 1 : 2 (1:1)  | Войтович                                                  |
| 27.11.16 | Дома             | Енисей-2           | 4 : 7 (3:2)  | Новецкий (2), Митусов (2)                                 |
| 09.12.16 | Дома             | СКА-Нефтяник-2     | 4 : 6 (3:2)  | Новецкий (2), Свиридов, Дарковский                        |
| 10.12.16 | Дома             | СКА-Нефтяник-2     | 9 : 2 (5:2)  | Новецкий (4), Шубин (2), Войтович, Борисов, Митусов       |
| 13.12.16 | Дома             | Восток             | 4 : 6 (3:4)  | Новецкий (2), Сысоев, Борисов                             |
| 14.12.16 | Дома             | Восток             | 1 : 3 (0:2)  | Терёхин (пен.)                                            |
| 17.12.16 | Дома             | Надежда            | 5 : 2 (2:1)  | Дружков (2), Терёхин, Борисов, Войтович                   |
| 18.12.16 | Дома             | Надежда            | 5 : 4 (3:1)  | Борисов (2), Кухаревич (2), Сысоев                        |
| 13.01.17 | В гостях         | Саяны-Хакасия      | 4 : 6 (2:1)  | Дружков (2), Кухаревич, Новецкий                          |
| 14.01.17 | В гостях         | Саяны-Хакасия      | 3 : 7 (0:3)  | Новецкий (3)                                              |
| 17.01.17 | В гостях         | Енисей-2           | 0 : 5 (0:1)  |                                                           |
| 18.01.17 | В гостях         | Енисей-2           | 0 : 6 (0:3)  |                                                           |
| 22.01.17 | Дома             | Кузбасс-2          | 6 : 4 (3:2)  | Дарковский (2), Сысоев, Дружков, Новецкий, Терёхин        |
| 23.01.17 | Дома             | Кузбасс-2          | 10 : 7 (7:4) | Исалиев (3), Новецкий (3), Шубин (2), Дарковский, Терёхин |
| 30.01.17 | В гостях         | Байкал-Энергия-2   | 3 : 7 (2:4)  | Митусов, Терёхин, Новецкий                                |
| 31.01.17 | В гостях         | Байкал-Энергия-2   | 5 : 2 (1:2)  | Новецкий (2), Кухаревич, Терёхин, Митусов                 |
| 04.02.17 | В гостях         | Надежда            | 7 : 8 (2:2)  | Новецкий (3), Дружков (3), Кухаревич                      |
| 05.02.17 | В гостях         | Надежда            | 2 : 3 (1:1)  | Дружков, Митусов                                          |
| 08.02.17 | В гостях         | СКА-Нефтяник-2     | 3 : 6 (2:2)  | Сысоев, Новецкий, Веденеев                                |
| 09.02.17 | В гостях         | СКА-Нефтяник-2     | 2 : 5 (2:1)  | Кухаревич, Сакс                                           |
| 12.02.17 | В гостях         | Восток             | 4 : 11 (1:4) | Дружков, Кухаревич, Новецкий, Сакс                        |
| 13.02.17 | В гостях         | Восток             | 2 : 6 (0:2)  | Терёхин, Веденеев                                         |
| 20.02.17 | Дома             | Байкал-Энергия-2   | 2 : 3 (2:1)  | Митусов, Кухаревич                                        |
| 21.02.17 | Дома             | Байкал-Энергия-2   | 6 : 6 (3:3)  | Новецкий (4), Зазулин, Веденеев                           |
| 24.02.17 | В гостях         | Кузбасс-2          | 7 : 7 (3:4)  | Новецкий (4), Кухаревич, Митусов, Веденеев                |
| 25.02.17 | В гостях         | Кузбасс-2          | 4 : 5 (1:2)  | Новецкий, Митусов, Кухаревич, Дружков                     |

### Турнирная таблица
| М | Команда                      | И  | В  | Н | П  | Мячи      | ±    | О  |
| - | ---------------------------- | -- | -- | - | -- | --------- | ---- | -- |
| 1 | «Саяны-Хакасия» (Абакан)     | 28 | 26 | 1 | 1  | 201 − 57  | +144 | 79 |
| 2 | «Енисей-2» (Красноярск)      | 28 | 21 | 2 | 5  | 224 − 81  | +143 | 65 |
| 3 | «Восток» (Арсеньев)          | 28 | 16 | 1 | 11 | 156 − 136 | +20  | 49 |
| 4 | «Кузбасс-2» (Кемерово)       | 28 | 11 | 5 | 12 | 136 − 152 | −16  | 38 |
| 5 | «СКА-Нефтяник-2» (Хабаровск) | 28 | 10 | 2 | 16 | 119 − 181 | −62  | 32 |
| 6 | «Байкал-Энергия-2» (Иркутск) | 28 | 7  | 3 | 18 | 100 − 198 | −98  | 24 |
| 7 | «Сибсельмаш-2» (Новосибирск) | 28 | 6  | 2 | 20 | 106 − 147 | −41  | 20 |
| 8 | «Надежда» (Биробиджан)       | 28 | 6  | 2 | 20 | 105 − 195 | −90  | 20 |

И — игры, В — выигрыши, Н — ничьи, П — проигрыши, Мячи — забитые и пропущенные голы, ± — разница голов, О — очки

### Состав
| Имя                   | Поз          | Год рождения |
| --------------------- | ------------ | ------------ |
| Дмитрий Дудков        | Вратарь      | 1999         |
| Денис Сезонов         | Вратарь      | 1997         |
| Владимир Ковалёв      | Вратарь      | 1995         |
| Даниил Рибка          | Вратарь      | 1997         |
| Иван Пронькин         | Защитник     | 1996         |
| Андрей Могильников    | Защитник     | 1989         |
| Валентин Голубятников | Защитник     | 2000         |
| Дмитрий Баранов       | Защитник     | 1995         |
| Никита Зубрицкий      | Защитник     | 1997         |
| Кирилл Бобров         | Защитник     | 1998         |
| Степан Васюкович      | Защитник     | 1997         |
| Роман Сысоев          | Полузащитник | 1995         |
| Игорь Войтович        | Полузащитник | 1973         |
| Павел Васильев        | Полузащитник | 1998         |
| Владислав Зазулин     | Полузащитник | 1997         |
| Артём Вшивков         | Полузащитник | 1986         |
| Даниил Ваганов        | Полузащитник | 2000         |

| Имя               | Поз          | Год рождения |
| ----------------- | ------------ | ------------ |
| Дмитрий Артёменко | Полузащитник | 1989         |
| Матвей Пантыкин   | Полузащитник | 1999         |
| Никита Готманов   | Полузащитник | 1995         |
| Андрей Веденеев   | Полузащитник | 1996         |
| Виталий Попов     | Полузащитник | 1997         |
| Евгений Филиппов  | Полузащитник | 1997         |
| Денис Петров      | Полузащитник | 1995         |
| Никита Терёхин    | Полузащитник | 1999         |
| Дмитрий Аникин    | Полузащитник | 2000         |
| Николай Митусов   | Полузащитник | 1996         |
| Антон Журловой    | Полузащитник | 1997         |
| Владимир Дружков  | Полузащитник | 1995         |
| Никита Новецкий   | Нападающий   | 1992         |
| Егор Белых        | Нападающий   | 2000         |
| Игорь Шевченко    | Нападающий   | 2000         |
| Сергей Борисов    | Нападающий   | 1995         |
| Егор Кухаревич    | Нападающий   | 1997         |
| Савелий Сакс      | Нападающий   | 1998         |

Главный тренер — Сергей Рогулёв